# NGC 4238
NGC 4238 is een spiraalvormig sterrenstelsel in het sterrenbeeld Draak. Het hemelobject werd op 20 maart 1790 ontdekt door de Duits-Britse astronoom William Herschel.

## Synoniemen
- UGC 7308
- MCG 11-15-41
- ZWG 315.31
- IRAS 12145+6341
- PGC 39366